# Kawanishi H6K
Die Kawanishi H6K war Japans erstes viermotoriges Mehrzweckflugboot in moderner Ganzmetallbauweise.

## Geschichte
Entworfen wurde sie 1935 unter Auswertung der Erfahrungen mit britischen Short- und deutschen Rohrbach-Lizenzbauten. Der Erstflug fand am 14. Juli 1936 statt. Eingesetzt wurde die Maschine, von der bis 1943 217 Stück gebaut wurden, als Aufklärungs-, Transport- und Kampfflugboot. Einige H6K flogen mit spezieller Funkausrüstung als Kommandeurs- und Führungsflugzeuge. Wegen der ungenügenden Geschwindigkeit, Bewaffnung und Panzerung fand der Typ ab 1943 nur noch in Nachteinsätzen Verwendung.
Die alliierte Bezeichnung lautet Mavis.

## Konstruktion
Die H6K war ein halbfreitragender Hochdecker in Ganzmetallbauweise mit Doppelleitwerk und Doppelsteuerung. Rumpfboden und Stützschwimmer waren gestuft und gekielt. Als Antrieb dienten vier 14-Zylinder-Doppelsternmotoren Mitsubishi Kinsei 51 mit je 1000 PS Leistung in der Tragfläche. Die Bewaffnung bestand aus drei Gefechtsständen in Bug, Rumpfrücken und Heck mit Einzel- oder Zwillings-MG. An Abwurfmunition konnten bis zu 1600 kg an den Flügelstreben mitgeführt werden.

## Versionen
- H6K1 (Typ 97): Bezeichnung für den ersten, dritten und vierten Prototyp nach Einbau von Mitsubishi-Kinsei-43-Motoren (746 kW/1000 PS)
- H6K2 (Typ 97 Modell 11): ursprüngliches, aus dem fünften Prototyp entwickeltes Serienmodell mit geringfügigen Veränderungen in der Ausrüstung, 10 Stück gebaut
- H6K2-L: unbewaffnete Transporterversion, ähnlich den frühen H6K4, für 16 Passagiere, Japan Air Lines übernahm 18 Maschinen
- H6K3: Bezeichnung für zwei als VIP-Transporter fertiggestellte H6K2 für ebenfalls 16 Passagiere
- H6K4 (Typ 97 Modell 11): wichtigstes Serienmodell mit erhöhter Treibstoffkapazität, veränderter Bewaffnung und mit ab August 1941 eingebauten Kinsei 46-Motoren (798 kW/1070 PS)
- H6K4-L: unbewaffnete Transportversion mit mehr Kabinenfenstern; es entstanden zusammen mit der H6K4 147 Exemplare
- H6K5 (Typ 97 Modell 23): letztes Serienmodell mit Kinsei 51- oder Kinsei 53-Motoren und neuer Bewaffnung, gefertigt wurden von August 1942 bis 1943 nur noch 70 Stück

## Technische Daten
| Kenngröße             | H6K3                                                         | H6K5                                                         |
| --------------------- | ------------------------------------------------------------ | ------------------------------------------------------------ |
| Besatzung             | 8                                                            | ?                                                            |
| Länge                 | 25,40 m                                                      | 25,63 m                                                      |
| Spannweite            | 39,95 m                                                      | 40,00 m                                                      |
| Höhe                  | 6,20 m                                                       | 6,27 m                                                       |
| Flügelfläche          | 170 m²                                                       | 170 m²                                                       |
| Flügelstreckung       | 9,4                                                          | 9,4                                                          |
| Leermasse             | 11.750 kg                                                    | 12.380 kg                                                    |
| Startmasse            | normal 20.430 kg max. 22.000 kg                              | max. 23.000 kg                                               |
| Reisegeschwindigkeit  | 230 km/h in 2000 m Höhe                                      | ?                                                            |
| Höchstgeschwindigkeit | 362 km/h in 2000 m Höhe                                      | 385 km/h in 6000 m Höhe                                      |
| Gipfelhöhe            | normal 4800 m maximal 6000 m                                 | 9560 m                                                       |
| Steiggeschwindigkeit  | 200 m/min                                                    | ?                                                            |
| Reichweite            | normal 4600 km max. 7000 km                                  | max. 6775 km                                                 |
| Aktionsradius         | 2100 km                                                      | ?                                                            |
| Flugdauer             | 20 h bei 230 km/h                                            | ?                                                            |
| Triebwerke            | 4 × Mitsubishi Kinsei 51 oder Kinsei 53, je 969 kW (1300 PS) | 4 × Mitsubishi Kinsei 51 oder Kinsei 53, je 969 kW (1300 PS) |
| Bewaffnung            | ?                                                            | 4 × 7,7-mm-MG Typ 92 20-mm-Kanone in der Heckkanzel          |
| Abwurfmunition        | 1000 kg Bomben oder zwei 800-kg-Torpedos                     | 1000 kg Bomben oder zwei 800-kg-Torpedos                     |